# من تابه‌حال هرگز (مجموعه تلویزیونی)
من تابه‌حال هرگز (به انگلیسی: Never Have I Ever) یک سریال تلویزیونی کمدی و درام نوجوانان آمریکایی است
این مجموعه در ۲۷ آوریل ۲۰۲۰ در نتفلیکس اجرا شد و دربارهٔ یک دانش آموز دبیرستانی آمریکایی هندی است که با مرگ پدرش سر و کار دارد. این سریال نظرات بسیار مثبتی دریافت کرده‌است.
این سریال به عنوان لحظه‌ای در آب برای نمایش جنوب آسیا در هالیوود توصیف شده و به دلیل شکستن کلیشه‌های آسیایی مورد ستایش قرار گرفته‌است.

## خلاصه داستان
داستان دربارهٔ دوی ویشواکومار، دختر ۱۵ ساله ای در از شرمن اوکس، کالیفرنیا است. دوی بعد از یک سال ترسناک می‌خواهد وضعیت اجتماعی خود را تغییر دهد، اما دوستان، خانواده و احساسات این کار را برای او راحت نمی‌کند.
پس از فوت پدرش موهان، دوی قدرت استفاده از پاهای خود را به مدت سه ماه از دست می‌دهد. سال بعد، او سعی می‌کند با غم و اندوه، هویت هندی و زندگی مدرسه ای خود مقابله کند، همچنین رابطه اش را با مادرش، نالینی، دختر عموی زیبای خود، کامالا و دیگر دوستانش بهبود ببخشد.
این سریال بیشتر توسط تنیسور حرفه ای جان مک آنرو و یکی از قسمت‌های آن توسط اندی سمبرگ روایت می‌شود.

## بازیگران

### اصلی
- میتری راماکریشنان به عنوان دوی ویشواکومار، یک دانش آموز ۱۵ ساله دبیرستانی که می‌خواهد زندگی خود را بهبود ببخشد[۹]
- پورنا جاگاناتان به عنوان دکتر نالینی ویشواکومار، مادر دوی
- ریچا مورجانی به عنوان کمالا، دختر عموی دوی
- یارن لوئیسون به عنوان بن گروس، دانش آموز دبیرستانی
- دارن برنت به عنوان پکسون، دانش آموز ۱۶ ساله دبیرستانی و عشق دوی[۱۰][۱۱]
- جان مک آنرو به عنوان خودش، راوی سریال[۱۲]

### مکرر
- لی رودریگز به عنوان فابیولا تورس، یکی از بهترین دوستان دوی
- رامونا یانگ به عنوان النور وونگ، یکی از بهترین دوستان دوی
- نیسی نش به عنوان دکتر جیمی رایان، درمانگر دوی[۹]
- سندهیل رامامورتی به عنوان موهان ویشواکومار، پدر دوی
- ادی لیو به عنوان استیو، دوست پسر کامالا
- کریستینا کارتچنر به عنوان حوا، عشق فابیولا
- بنیامین نوریس به عنوان ترنت هریسون، دوست پکسون
- دینو پترا به عنوان جونا شارپ، پسری که به عنوان همجنسگرا بیرون می‌آید
- جا سو پارک به عنوان جویس وونگ، مادر النور
- آدام شاپیرو به عنوان آقای شاپیرو، معلم تاریخ
- کاکائو براون به عنوان مدیر گرابز
- مارتین مارتینز به عنوان الیور مارتینز، دوست پسر النور
- جک سیور مک دونالد به عنوان اریک پرکینز، دانشجوی غیرمجاز
- لیلی دی مور به عنوان ربکا، خواهر پکسون
- هانا استین به عنوان شیرا، دوست دختر بن
- آنجلا کینزی به عنوان ویویان، مادر بن
- مایکل بادالوکو به عنوان هوارد، پدر بن
- دونا پیرونی به عنوان پتی، سرایدار بن
- دانا وونز به عنوان مارکوس جونز، دوست پکستون
- آیتانا ریناب به عنوان زوی میتاگ، دوست شیرا

### مهمان
- مارکوس یورگنسن به عنوان بوریس
- گیلبرتو اورتیز به عنوان الکس گومز
- چلی به عنوان پروش، دوست خانواده ویشواکومار
- پیتر جیمز اسمیت به عنوان آقای چان، معلم ارکستر
- کایکی کاستیلو به عنوان کریستینا هریسون، مادر ترنت
- آتیکوس شفر به عنوان راشا
- اقبال طبا به عنوان آرواوند، عموی ویشواکومار
- مارک کولی به عنوان اندی، همسایه ویشواکومار
- آدریه ماری جوان به عنوان کارلی، دوست شیرا
- اندی سمبرگ به عنوان خودش، راوی افکار بن گروس
- راشی کوتا به عنوان پرشانت
- پراگاتی گوروپراساد به عنوان خواهر پرتی[۱۳]
- آنجول نیگام به عنوان راج[۶]